# Aelle del Sussex
Ælle del Sussex (fl. V-VI secolo) è stato un sovrano anglosassone del regno del Sussex dal 477 a, forse, dopo il 514.
Nella Cronaca anglosassone è riportato come uno dei bretwalda.

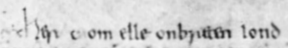
Questa è un'immagine di parte di una pagina della cronaca Parker: en:Corpus Christi College, Cambridge, MS 173, f. 5a. Copre gli anni 455-490. È stato scansionato da una ristampa del 1960 dal libro "An Introduction to Anglo-Saxon England" di Peter Hunter Blair, Cambridge University Press. Questa parte mostra le prime parole dell'annale per l'anno 477, e include la menzione di Ælle del Sussex, qui scritto "Elle".

Secondo la Cronaca anglosassone, Ælle e tre dei suoi figli sono sbarcati in un luogo chiamato Cymensora e hanno combattuto contro i britanni locali. La cronaca prosegue riportando una vittoria nel 491, nell'attuale Pevensey, dove la battaglia si concluse con i Sassoni che massacrarono i loro avversari fino all'ultimo uomo.
Ælle fu il primo re registrato dal cronista dell'VIII secolo Beda il venerabile ad aver detenuto "imperium", o signoria, su altri regni anglosassoni. Nella cronaca anglosassone della fine del IX secolo (circa quattrocento anni dopo il suo tempo) Ælle è registrato come il primo bretwalda, o "regnante britannico", sebbene non ci siano prove che questo fosse un titolo contemporaneo. La morte di Ælle non è registrata e sebbene possa essere stato il fondatore di una dinastia sud-sassone, non ci sono prove certe che lo colleghino ai successivi governanti sud-sassoni. Il cronista del XII secolo Enrico di Huntingdon produsse una versione migliorata della Cronaca anglosassone che includeva il 514 come data della morte di Ælle, ma questo non è sicuro.
Inoltre si pensa che Ælle sia morto nella battaglia del monte Badon. quindi fu probabilmente ucciso dall'esercito britannico del condottiero romano britannico Ambrosio Aureliano. (l'uomo che forse ha ispirato il personaggio del mitico re Artù)

## Biografia
La fonte primaria di informazioni sulla vita di Ælle (oltre alla breve menzione nella Historia Ecclesiastica Gentis Anglorum di Beda) è la Cronaca anglosassone. Dichiara che sbarcò in Britannia nel 477 con tre navi e i suoi tre figli Cymen, Wlencing e Cissa a Cymenes ora, dove "uccisero molti gallesi e guidarono il resto nella nave che è chiamata Anredsleage". Per l'anno 485, la Cronaca registra che combatté ancora "i gallesi" al torrente Mearcread. Nel 491 Ælle, con l'aiuto di Cissa, assediò con successo Anderida (identificata con la città di Pevensey) e la svuotò di tutti gli abitanti. E. A. Thompson fa notare che questo è l'unico esempio di barbari che invasero l'impero romano usando con successo l'assedio contro una città romana. Dopo quest'ultima menzione, la cronaca non contiene altre notizie riguardo a questa battaglia; non sappiamo quando sia morto, né come, né cosa sia successo nel Sussex dopo la sua morte presunta fino al battesimo di re Aethelwalh intorno al 675.
La cronaca anglosassone a questo punto comincia a narrare gli eventi della fondazione del regno dei Sassoni occidentali, o Wessex, è possibile infatti che il copista di questa cronaca si sia dimenticato di rinviare agli eventi di vita di Ælle. Alaistar Campbell, nell'esaminare la cronologia di questa parte della cronaca, ci fa notare che molti avvenimenti sono doppi a intervalli di 28 anni, questo ci suggerisce che le fonti da cui il copista ha ricomposto la cronaca sono state basate sulle Tabelle Pasquali del 28º anno e che gli annali che accennano agli eventi di vita successivi di Ælle sono smarriti.
È stato suggerito che Ælle guidò l'esercito anglosassone nella battaglia del Monte Badon, probabilmente prima del 496 (secondo gli Annales Cambriae) o nel 516 (stando all'Historia Brittonum). Alcuni studiosi si chiedono se Ælle sia stato ucciso proprio in questa battaglia.